# Curcuma coriacea
Curcuma coriacea là một loài thực vật có hoa trong họ Gừng. Loài này được Jose K. Mangaly và Mamiyil Sabu mô tả khoa học đầu tiên năm 1988 (in năm 1989).

## Phân bố
Loài này có tại các bang Kerala (các quận Idukki, Palakkad và Pathanamthitta), Tamil Nadu (?) ở miền nam Ấn Độ. Loài này mọc ở các đồng cỏ lộ thiên, nhiều đá, với các loài như Cymbopogon, và cả ở các cao độ lớn hơn dọc theo rìa rừng thứ sinh. Cao độ sinh sống 800-1.100 m. Nó ra hoa vào tháng 4-6, và tạo quả tháng 5-8.

## Mô tả
Thân rễ rất nhỏ, phân nhánh, ruột màu trắng ánh vàng. Thân lá cao 30–40 cm. Lá 25 × 10 cm, hình elip, nhọn ở hai đầu, rậm lông măng ở hai mặt; cuống lá dài đến 3 cm. Cành hoa bông thóc đầu cành, hình trụ 12-13 × 34 cm; lá bắc 2,5 × 1,6 cm, hình trứng, tù, màu nâu ánh vàng, có lông tơ. Hoa vàng; đài hoa hình ống, có lông, xẻ sâu một bên; tràng hoa màu vàng tươi, các thùy không bằng nhau; cánh môi 2 × 2 cm, 3 thùy thuôn tròn, màu vàng sẫm, bầu nhụy có lông tơ.